# Eisothistos tayronae
Eisothistos tayronae là một loài chân đều trong họ Expanathuridae. Loài này được Müller miêu tả khoa học năm 1990.